# خابور (هندسة ميكانيكية)

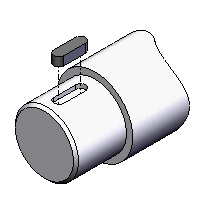
خابور من النوع A مثبت على عمود تدوير

في الهندسة الميكانيكية، الخابور هو عنصر آلة يستخدم لتوصيل عنصر آلة دوار بعمود تدوير. يمنع الخابور الدوران النسبي بين الجزأين وقد يسمح بنقل عزم الدوران. لكي يعمل الخابور، يجب أن يحتوي العمود وعنصر الآلة الدوارة على مجرى الخابور ومَقعده، وهو فتحة وجيب يتناسب مع الخابور. يُطلق على النظام بأكمله اسم وُصْلَة بخابور. قد تسمح الوصلات ذات الخوابير بالحركة المحورية النسبية بين الأجزاء.
تشتمل المكونات ذات الخوابير عمومًا على التروس والبكرات والقارنات وحلقات الإحكام.

### معلومات الكتب الكاملة
- Leonard, William Samuel (1919) [1905]. Machine-shop Tools and Methods (بالإنجليزية) (Revised 7th ed.). New York: John Wiley & Sons. pp. 39–42. OCLC:848146647. Retrieved 2019-04-30.